# Dinarthrum bidentatum
Dinarthrum bidentatum är en nattsländeart som beskrevs av Weaver och Huisman 1992. Dinarthrum bidentatum ingår i släktet Dinarthrum och familjen kantrörsnattsländor. Inga underarter finns listade i Catalogue of Life.